# Vin Diesel
Vin Diesel (születési nevén Mark Sinclair Vincent) (Alameda, Kalifornia, 1967. július 18. –) amerikai színész, producer és forgatókönyvíró.
Szeret a vásznon igazi „keményfiúkat” alakítani, de a drámai szerepek sem állnak messze tőle. A kezdeti nehézségek ellenére mára igazi filmsztárrá nőtte ki magát. Több céget is alapított, ilyen a One Race Films, Tigon Studios és a Racetrack Records.

## Élete és pályafutása

### Fiatalkora
Vin Diesel 1967. július 18-án született Alameda megyében, Kaliforniában. Egzotikus külsejét vér szerinti apjának köszönheti, akivel azonban sohasem találkozott. Vin Greenich Village-ben nőtt fel egy művészek számára fenntartott társasházban asztrológus édesanyja és mostohaapja felügyelete alatt. Vin még csak hároméves volt, amikor először színpadra kívánkozott. Egy cirkuszi előadáson édesanyjától elszakadva megpróbált a pódiumra jutni, hogy csatlakozzon a társulathoz. Filmek iránti szeretetét csak tovább fokozta nevelőapja, aki a New York-i egyetemen tanított és Off-Broadway darabokat rendezett, és aki gyakran magával vitte a moziba ikerfiait (Vin ikertestvérét Paulnak hívják, és filmvágóként dolgozik) és leányait.
A családi indíttatás és a szereplésvágy mellett a vakszerencse vezényelte Vint a színészi pályára. A 7 éves kisfiú és unatkozó barátai azzal a szándékkal mentek be a Jane Street-i színházba, hogy szétverjék az épületet. Az elhagyatottnak tűnő épület azonban egy működő társulatnak adott otthont, és egy színházi alkalmazott hamar rendre utasította a megszeppent gézengúzokat. Büntetés helyett azonban egy-egy forgatókönyvet és 20 dollárt adott nekik, azzal a kikötéssel, hogy megtanulják a szövegüket és minden nap 4 órakor megjelenjenek a próbákon. Így lett Vinből professzionális, fizetett színész, és végre anélkül is megnevettethette az embereket, hogy az iskolai igazgatói irodába küldték volna. Diesel végül a A dinoszaurusz ajtó című darabbal debütált a Theatre for the New City színpadán. A többi gyerekszínésszel ellentétben, akik reklámokkal, tv- és filmprodukciókkal kerültek a figyelem központjába, Vin a színpadon szerzett gyakorlatot és csiszolgatta tehetségét. Nevelőapja társulata mellett olyan más Off-Off-Broadway színházakban is megfordult, mint az Amas Rep, La Mama vagy a Riverwest.
Bár a munkája révén művésszé válhatott, gázsija nem biztosította a megélhetést, és 17 éves korában más anyagi forrás után kutatott. Vin 15 évesen kezdett el edzeni, és a kétéves tréning már lehetővé tette számára, hogy New York legmenőbb klubjaiban helyezkedjen el biztonsági emberként. Itt ragadt rá későbbi művészneve, Vin Diesel is. Sem a gyorsan gyarapodó izmok, sem a fenyegető és durva név nem tudta elrejteni az igazi úriembert a felszín alatt, aki az emberek laposra verése és kórházba küldése között mindig szakított időt arra, hogy Camus-t és más klasszikusokat olvasson a hátsó ajtónál. Kidobóembernek lenni kicsit olyan volt, mint szuperhőssé válni, amire régóta vágyott; megtanult bánni az emberekkel, olvasni a gesztusaikból, amit később jól hasznosíthatott a mozivásznon is. Azonban mindez kétélű fegyvernek bizonyult, bár a késő éjszakai munka lehetővé tette volna számára, hogy napközben színpadra lépjen, fenyegető fizikuma gyakran elijesztette a szereposztó rendezőket.

### Kisebb szerepek (1990–1997)

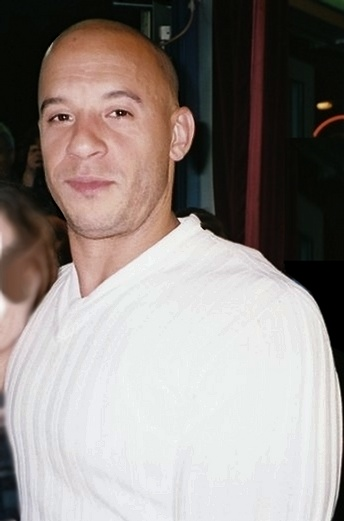
2005-ben

A középiskola befejezése után Vin a New York-i Hunter főiskola színész tagozatára jelentkezett, de nevelőapja tanácsára szakot váltott. Végül az angol nyelv és irodalom szak mellett döntött, és megtanulta, hogyan kell forgatókönyveket írni. Bár Vin sosem érezte magát írónak, csak így tudta megteremteni azokat a karaktereket, akiket egyéb szerepajánlat híján saját filmjeiben később eljátszott. Nevelőapja bölcs előrelátása alapozta meg fia későbbi színészi karrierjét.
3 évvel azután, hogy Vin beiratkozott a Hunter főiskolára, végzetes lépésre szánta el magát. Tanulmányait félbehagyva Los Angelesbe utazott, hogy álmait valóra váltva, saját filmeket csinálhasson és mozisztár legyen. A New York-i színházi gyakorlat és a büszke öntudat együttesen sem hatotta meg a szereposztó direktorokat, így Vin egy telemarketinges cégnél helyezkedett el. Egy évvel később, dollárban és kereskedelmi díjakban gazdagon, de szerepek nélkül, Vin csalódottan tért vissza szülővárosába, de művészi ambíciói mit sem változtak.
Hogyan forgassunk filmet egy használt autó árából? volt a könyv címe, amit Vin édesanyjától kapott ajándékba. Rick Smith könyve ráébresztette arra a fiatal színészt, hogyha nem kap szerepeket, saját filmet kell forgatnia. Vinben megvolt a tehetség és az elszántság, már csak a 11 000 dollár hiányzott, hogy el is készüljön a mű. Saját élményeire és tapasztalataira támaszkodva készítette el a Strays forgatókönyvét, egy modern történetet az örök kamaszokról és férfibarátságról. A film elkészültét anyagi és szervezési nehézségek hátráltatták, ezért egy évvel később Vin egy kisebb projekt mellett döntött. Bár a kisjátékfilm ötletét sokan nem támogatták, és megpróbálták Dieselt lebeszélni a produkcióról, 5 nap alatt összehozta a forgatókönyvet egy olyan témában, ami mindig is közel állt a szívéhez: multikulturalizmus és identitás. Ez a film volt a Sokarcú.
A film forgatása mindössze 3 000 dollárba került és kevesebb, mint három napig tartott. Vin a forgatókönyv megírása és a főszerep eljátszása mellett saját maga rendezte a filmet és a produceri teendőket is ellátta. Emellett megcsinálta a zenét és főzött a stábra is. Az utómunkálatok során azonban több negatív kritika érte olyan emberektől, akik csupán a kidobóembert és a küszködő színészt látták benne, de nem a tehetséges művészt, aki valójában volt. Ezért Vin félbehagyta a vágást, és újra elővette a Strays ötletét. Nevelőapja azonban rávette a fiát, hogy fejezze be a filmet, és végül be is mutatták egy 200 fős közönségnek a manhattani Anthology Film Archívumban. Később a film meghívást kapott a Cannes-i filmfesztiválra is, s az életében először Európába látogató Vin minden egyes telt házas vetítés után hatalmas tapsot kapott. A tehetség, művészet és elhivatottság végre elismerésre talált.
Cannes után Vin visszatért Los Angelesbe telemarketinges állásához, hogy összegyűjtse a pénzt a következő filmjéhez. Amikor barátjával, John Seale-lel már közel 50 000 dollárt kerestek víz alatt is használható szerszámok eladásával, Vin és cége, a One Race Productions elkezdte a forgatást. Az utómunkálatokra Robert Redford filmfesztiválja, a Sundance biztosította az anyagi fedezetet. Bár a Kívülállók nem nyert díjat és forgalmazóra sem talált a Sundance Filmfesztivál mégis meghatározó Vin életében. Itt találkozott ugyanis Ted Fields producerrel, aki felkérte egy, a kidobóemberek életéről szóló film forgatókönyvének megírására, illetve később ő juttatta el Vinhez a Pitch Black forgatókönyvét.

### Betörés Hollywoodba (1998–2000)
Vin Londonba repült, hogy eljátssza Caparzo közlegény szerepét a Ryan közlegény megmentése című háborús eposzban. A forgatás előtt a többi szereplőhöz hasonlóan egy öt napos kemény katonai kiképzésen vett részt, hogy jobban felkészüljön arra szerepre, amit Steven Spielberg külön az ő számára íratott bele a forgatókönyvbe. Bár a szerep kicsi volt és Caparzo az első halálos áldozat Tom Hanks csapatából, ez volt az első nagy hollywoodi produkciója, továbbá együtt dolgozhatott a második forgatócsoporttal, és néhány általa forgatott jelenet belekerült a film végső változatába. A film mellett készítette el a Doormen forgatókönyvét, amiből azonban a mai napig nem készült film.
Diesel következő munkáját is a Sokarcúnak köszönhetően nyerte el. Brad Bird rendező Ted Hughes gyerekkönyvéből készített rajzfilmet. A Szuper haver egy jószívű, de félreértett óriás robot történetét meséli el. Bird asszisztense korábban Vinnel dolgozott a Sundance fesztiválon, így amikor a rendező a szereposztást készítette, odaadta neki a rövidfilm egy példányát, meggyőzve arról, hogy Vin egyedi, érdes, mély hangja tökéletes a robot számára. A rendező és a producerek annyira elégedettek voltak vele, hogy azonnal szerződtették Vint a produkcióhoz, és biztosították Vin helyét a jövőbeli nagy sztárok listáján.
A Szuperhaver volt Vin első animációs filmje, ahol csak a hangjára számíthatott. A napi 6-10 órás kemény munka után a színész órákig képtelen volt megszólalni. A szenvedés meghozta gyümölcsét, hiszen erre a munkájára a legbüszkébb a színész.
A film azonban a pozitív kritikák és díjak ellenére is megbukott a mozipénztáraknál. A bűvös kard – Camelot nyomában bukása után ugyanis a Warner Bros. nem mert nagyobb összeget szánni a film marketingjére.

### Pitch Blackés aBrókerarcok(2000–2001)
Amíg Vin tovább finomította a Doormen forgatókönyvét, produkciós partnere, George Zakk egy új forgatókönyvre hívta fel a figyelmét. Ez volt a Pitch Black – 22 évente sötétség, történet egy űrhajótörés túlélőiről, akik egy látszólag kihalt bolygón landolnak. Dieselt igazán az ragadta meg a projectben, hogy a szörnyek és a speciális effektusok helyett a film a szereplőkre és a jellemük fejlődésére összpontosított. Azonban a filmet gyártó USA Films ismertebb színészt akart megnyerni Richard B. Riddick, szökött fegyenc és gyilkos szerepére. A rendező, David Twohy és a producer, Ted Fields azonban kitartott az ismeretlen művész mellett, aki meghallgatások sorozatával végül elnyerte a produkciós cég bizalmát.
Diesel készen állt arra, hogy eljátssza, a ragadozó nagymacska, Riddicket. Addigi edzésprogramját megváltoztatva jógázni kezdett. Testalkatát változtatta képes volt rugalmasabbá, kecsesebbé tenni a mozgását, és klasszikus zenét hallgatott, hogy szellemében is Riddickké válhasson. A Ryan közlegény premierjét is ki kellett hagynia a távoli Ausztráliában zajló forgatás miatt. Az alacsony költségvetésű (23 000 000 dollár) Pitch Blacket részben Coober Pedy sivatagi kisvárosban és környékén, a Hold felszínére emlékeztető Moon Plain síkságon rögzítették, ahol korábban a Mad Max – Az Igazság Csarnokán innen és túl című filmet is forgatták. A forgatás végül a Warner Roadshow stúdiójában fejeződött be.
Vin "method acting" megközelítése azonnal feszültséget teremtett a forgatás során, amikor szerepe szerint Riddick a legtávolságtartóbb és legfélelmetesebb volt. Ezt csak fokozta, hogy a stábnak állandóan hideg vízzel kellett locsolnia a színészeket, hogy izzadságot mímeljenek az ausztrál télben. Persze nem ez volt az egyetlen fizikai büntetés, amit elszenvedett a szerepéért. Majdnem az összes akciójelenetét ő csinálta és számos sérüléssel gazdagodott. A rendezőt is meglepve egy darab kötéllel Vin megcsinálta a vállkifordítós jelenetet, a bilincs azonban néhány centivel szűkebbnek bizonyult a kelleténél, és a CGI szakemberek fejezték be a filmen látható lélegzetelállító mutatványt.
Legközelebb a Brókerarcok című filmben állt kamerák elé, mint Chris Varick, a bőbeszédű New York-i bróker. A produkció főszerepét Giovanni Ribisi játszotta a Ryan közlegény megmentéséből, aki állást vállal egy illegális brókerügynökségnél, majd a hatósággal együttműködve leleplezi azt. Vinnek ugyan csak egy mellékszerep jutott, de lehetősége volt öltönybe bújni és egy komoly szerepet eljátszva bebiztosítania magát az akcióhős kategória ellen. Mint biztonsági őr, divatos klubokban már volt alkalma megismerni ezeket a magas jövedelmű, magas hatásfokon égő fiatalokat és mint volt telefonos ügynök, ismerte a rájuk nehezedő nyomást és az üzlet mámoros pillanatait is. Valójában talán azért is vállalta el ezt a filmet, hogy mintegy bocsánatot nyerjen korábbi értelmetlen munkája miatt.
Emelkedő csillagára Harry Weinstein, a Miramax mindenható főnöke is felfigyelt, és 2 filmre szóló szerződést ajánlott Dieselnek: egy apró mellékszerep a készülő Ben Affleck szuperprodukcióban, majd főszerep egy másik filmben. Vin azonban nem volt megelégedve a Hulla, hó, telizsák-béli karakterével, és szerette volna átírni a szerepet, a veterán rendező, John Frankenheimer ebbe azonban nem volt hajlandó beleegyezni. A részletek máig sem tisztázottak, a rendező szerint Vin nem volt hajlandó kamerák előtt levenni az ingjét, és túlzottak voltak a követelései a szereppel kapcsolatban. Vin végül is távozott a forgatásról, és az élet egy évvel később őt igazolta.
Miután Vin több pénzt hagyott ott, mint amennyit valaha is látott, egy újabb olyan filmet választott, ami a mozik kasszája helyett az életrajzában hagyott maradandó nyomot. A következő szerepe Taylor Reese lett a Keménykötésűekben. Barry Pepper, aki szintén a Ryan közlegény co-starja volt, Seth Green, Andrew Davoli és Vin Diesel brooklyni maffiafőnökök fiait játsszák, akiknek egy montanai kisvárosban kell visszaszerezniük egy pénzzel teli táskát, amit Seth Green hagyott el. A filmet 1999 őszén forgatták Kanadában Lawrence Bender, a Ponyvaregény producerének felügyelete alatt. A rendezői székbe az elsőfilmes Brian Koppelman és David Levine (a Pókerarcok forgatókönyvírói) ültek. Bár Vin itt is megmutatja az izmait és szétver néhány emberkét, mégis színészi teljesítményén, változatosságán, sokoldalúságán van a hangsúly, továbbá alkalma nyílhatott John Malkovich-csal és Dennis Hopperrel együtt dolgozni.

### A szupersztár (2001–2008)

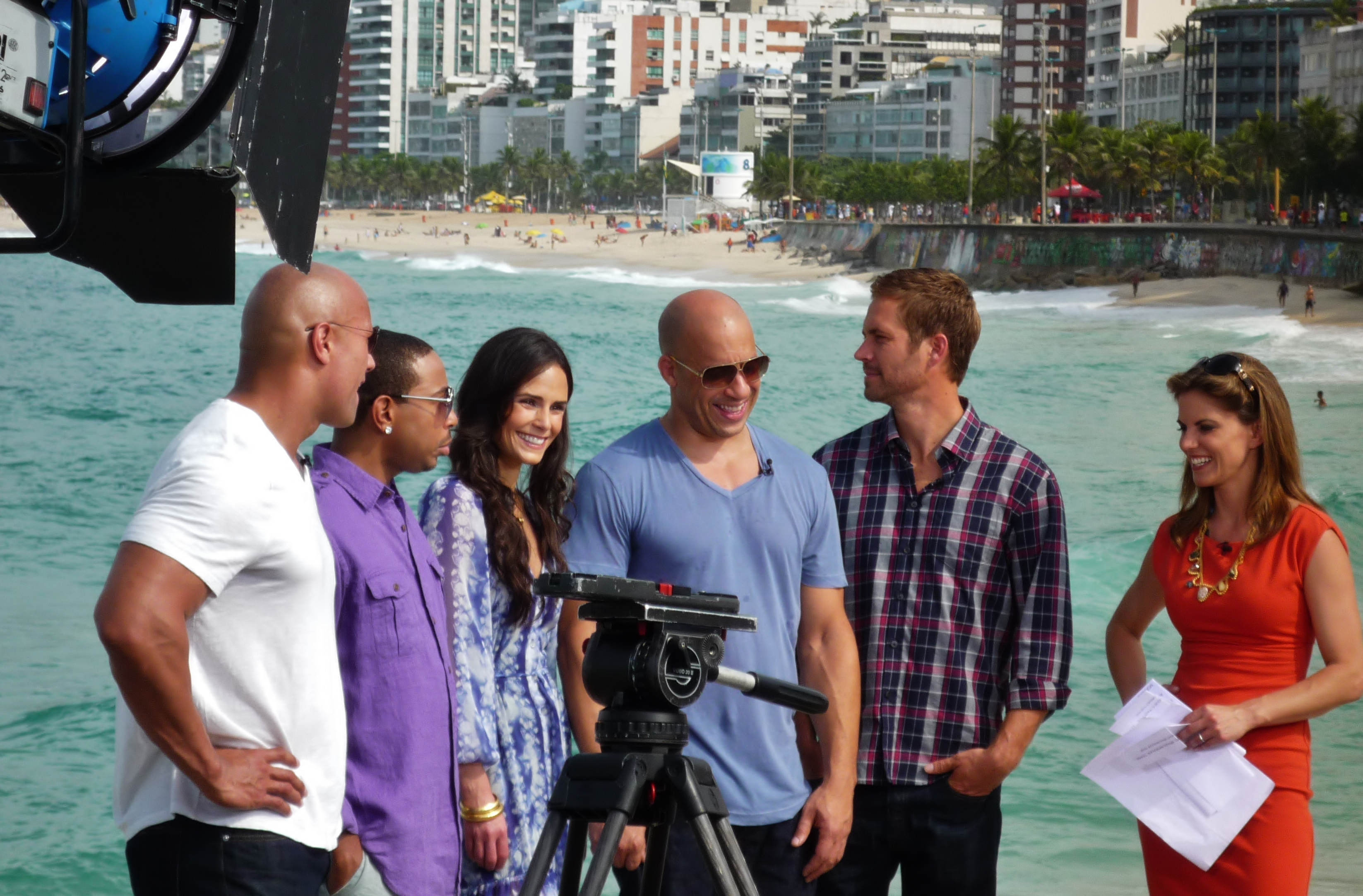
A Halálos iramban: Ötödik sebesség stábja

Vin nevét 2001-ben ismerte meg a világ, mikor eljátszotta Dominic Torreto szerepét a Halálos iramban című filmben, ami az illegális, utcai versenyeket helyezte középpontba. A színésztársai Paul Walker és Michelle Rodriguez volt, akivel később szerelmi kapcsolatot ápolt. Ezután következett a Rob Cohen által rendezett xXx (2002), amiben Vin ismét csak keményfiút játszott. Ez és az egy évvel ezelőtti Halálos iramban igazi akciósztárrá tette Diesel-t és a filmek a jegypénztáraknál is hatalmas bevételeket hoztak.

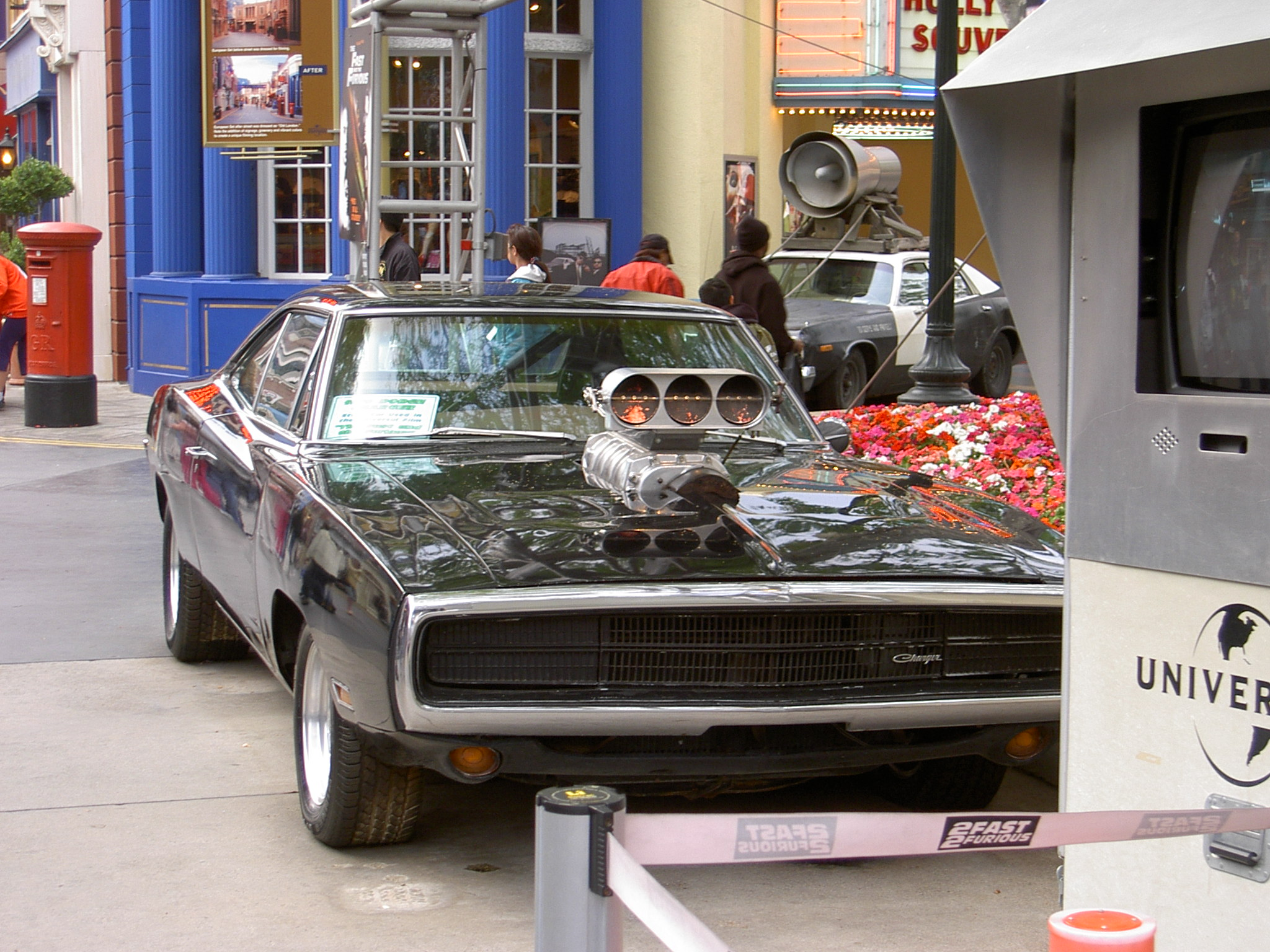
Diesel fő autója, egy Dodge Charger a Halálos iramban-filmsorozatból

Még a Halálos iramban bemutatója előtt készült el a Túl mindenen című film, a New Line Cinema és Vin produkciós cége, a One Race Pictures gondozásában. Diesel a főszerep eljátszása mellett az executive produceri teendőket is magára vállalta. A film szép bevételeket produkált, ám kritikailag közel sem volt ennyire sikeres.
2004-ben Diesel visszatért Richard B. Riddick szerepében, a A sötétség krónikája és a Riddick – A sötét düh című produkciókban, utóbbi egy félórás rajzfilm volt, ami az első és második Riddick-film közötti történéseket mutatja be. Ezen kívül ugyanebben az évben jelent meg a The Chronicles of Riddick: Escape from Butcher Bay című videójáték Xbox-ra és PC-re, amiben Vin adta Riddick fizimiskáját és egyben hangját.
2005-ben szerepelt a Gorilla bácsi című családi vígjátékban, ami szintén nagy bevételeket produkált, majd 2006-ban Sidney Lumet filmjében, a Védd magad!-ban alakította Jack DiNorscio karakterét, a szerep eljátszása érdekében több kilót szedett fel és a haját is megnövesztette. A siker nem maradt el, mind a kritikusok, mind a közönség is dicsérte Vin játékát. Ugyancsak ebben az évben feltűnt egy cameoszerep a Halálos iramban: Tokiói hajsza című filmben. Korábban felajánlották neki, hogy szerepelhet a Halálos iramban folytatásában, a Halálosabb irambanban, ám ezt a kérést visszautasította, ahogyan az XXx 2 – A következő fokozat főszerepét is. 2006 márciusában bejelentette, szeretne folytatást készíteni A sötétség krónikájához, de ezután csak 2008-09-ben lehetett hallani a forgatókönyv elkészültéről, a forgatást még nem kezdték meg.
2007-ben Diesel visszautasította a Hitman – A bérgyilkos szerepét, hogy eljátszhassa a zsoldos Toorop szerepét a Babylon A.D. című sci-fi produkcióban. A film bemutatása után nagyot bukott, a rendező szerint több jelenetet kivágtak belőle, így a színészi játékok és az akciójelenetek nagy része is a kukában végezte.

### Visszatérés a csúcsra (2009–2010)

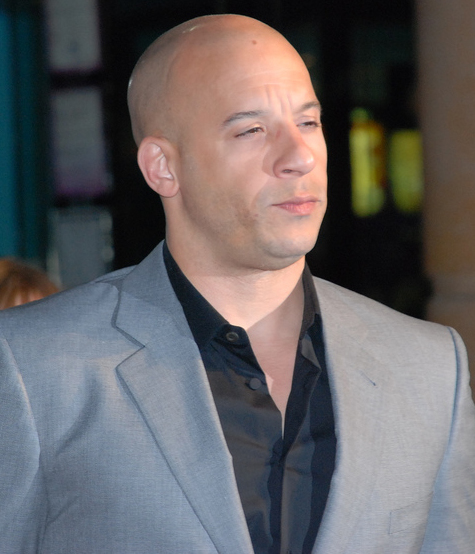
A Halálos iram 2009-es premierén

2009-ben Vin újra feltűnik Paul Walker és Michelle Rodriguez oldalán a Halálos iram című filmben, ismét csak Dominic Torreto szerepében. Ezen kívül ugyanebben az évben a boltokba kerül a Diesel kiadója által megjelentett Wheelman című akciójáték, amiben Vin egy sofőrt alakít, aki egy bandaháború közepén találja magát, filmadaptáció is vele párhuzamosan érkezik. Áprilisban pedig világot lát a Riddick-játék folytatása, a The Chronicles of Riddick: Assault on Dark Athena is.
2010-ben Vin leforgatja a Hannibal the Conqueror című filmet, amit maga ír és rendez. Valamint a Riddick 3 és az xXx 3 is érkezik és nemrég felreppent a hír, hogy Vin elkészíti a Gorilla bácsi folytatását.

## Magánélete
Diesel egyik ismertetőjegye a mély és tekintélyt parancsoló hangja, ami saját bevallása szerint 15 évesen alakult ki nála, mikor elszakadt az egyik hangszála. 
2001-ben rövid szerelmi kapcsolatban állt a Halálos iramban másik sztárjával, Michelle Rodriguezzel.
2005 októberében, mikor Diesel ellátogatott a Dominikai Köztársaságba, egy építész férfi azzal vádolta a sztárt, hogy megrugdosta, mikor a férfi nem engedte vissza a hotelszobájába. Diesel tagadta a vádakat, az ügyet pedig ejtették.
Diesel azt állítja, Európában jobban szeret randevúzni, mivel ott nem ismerik fel túl gyakran és nem látja magát másnap a magazinok címlapján.
Sok éven keresztül játszott a Dungeons & Dragons szerepjátékkal, valamint ő írta az előszót a 30 Years of Adventure: A Celebration of Dungeons & Dragons könyvben. A Dragon Magazine 30th Anniversary of Dungeons & Dragons című számában szót ejtenek egy tetoválásról, amin a Melkor nevű karakter található, és kiderül: ez a tetoválás volt Diesel-en, az xXx forgatásán.
Egy Curt Schilling által készített interjúban kiderül, Diesel szenvedélyes rajongója a World of Warcraft játéknak.
Paloma Jiménez élettársa, 2008. április 2-án született meg közös gyermekük.

## Filmográfia

### Film
| Év   | Magyar cím                        | Eredeti cím                           | Szerep                                    | Magyar hang       | Rendező                   |
| ---- | --------------------------------- | ------------------------------------- | ----------------------------------------- | ----------------- | ------------------------- |
| 1990 | Ébredések                         | Awakenings                            | kórházi személy (stáblistán nem szerepel) | nem szólal meg    | Penny Marshall            |
| 1997 | Árnyékból a fényre                | Strays                                | Rick                                      | Varga Gábor       | Vin Diesel                |
| 1998 | Ryan közlegény megmentése         | Saving Private Ryan                   | Adrian Caparzo közlegény                  | Galambos Péter    | Steven Spielberg          |
| 1999 | Szuper haver                      | Iron Giant                            | Óriás (hangja)                            | Bolla Róbert      | Brad Bird                 |
| 2000 | Brókerarcok                       | Boiler Room                           | Chris Varick                              | Galambos Péter    | Ben Younger               |
| 2000 | Pitch Black – 22 évente sötétség  | Pitch Black                           | Richard B. Riddick                        | Kálid Artúr       | David N. Twohy (1.)       |
| 2001 | Halálos iramban                   | The Fast and the Furious              | Dominic Toretto                           | Galambos Péter    | Rob Cohen (1.)            |
| 2001 | Keménykötésűek                    | Knockaround Guys                      | Taylor Reese                              | Gesztesi Károly   | Brian Koppelman           |
| 2002 | XXX                               | xXx                                   | Xander Cage                               | Gesztesi Károly   | Rob Cohen (2.)            |
| 2003 | Túl mindenen                      | A Man Apart                           | Sean Vetter                               | Gesztesi Károly   | F. Gary Gray (1.)         |
| 2004 | Riddick – A sötétség krónikája    | The Chronicles of Riddick             | Richard B. Riddick                        | Kálid Artúr       | David N. Twohy (2.)       |
| 2004 | Riddick – A sötét düh             | The Chronicles of Riddick: Dark Fury  | Richard B. Riddick (hangja)               | Kálid Artúr       | Peter Chung               |
| 2005 | Gorillabácsi                      | The Pacifier                          | Shane Wolfe hadnagy                       | Gesztesi Károly   | Adam Shankman             |
| 2006 | Védd magad!                       | Find Me Guilty                        | Giacomo "Jackie Dee" DiNorscio            | Selmeczi Roland   | Sidney Lumet              |
| 2006 | Halálos iramban: Tokiói hajsza    | The Fast and the Furious: Tokyo Drift | Dominic Toretto (cameo)                   | Papucsek Vilmos   | Justin Lin (1.)           |
| 2008 | Babylon A.D.                      | Babylon A.D.                          | Hugo Cornelius Toorop                     | Galambos Péter    | Mathieu Kassovitz         |
| 2009 | Halálos iram                      | Fast and Furious                      | Dominic Toretto                           | Galambos Péter    | Justin Lin (2.)           |
| 2011 | Halálos iramban: Ötödik sebesség  | Fast five                             | Dominic Toretto                           | Galambos Péter    | Justin Lin (3.)           |
| 2013 | Halálos iramban 6.                | The Fast and the Furious 6            | Dominic Toretto                           | Galambos Péter    | Justin Lin (4.)           |
| 2013 | Riddick                           | Riddick                               | Richard B. Riddick                        | Kálid Artúr       | David N. Twohy (3.)       |
| 2014 | A galaxis őrzői                   | Guardians of the Galaxy               | Groot (hangja)                            | Dézsy Szabó Gábor | James Gunn (1.)           |
| 2015 | Halálos iramban 7.                | Fast & Furious 7                      | Dominic Toretto                           | Galambos Péter    | James Wan                 |
| 2015 | Az utolsó boszorkányvadász        | The Last Witch Hunter                 | Kaulder                                   | Galambos Péter    | Breck Eisner              |
| 2016 | Billy Lynn hosszú, félidei sétája | Billy Lynn's Long Halftime Walk       | Shroom                                    | Galambos Péter    | Ang Lee                   |
| 2017 | xXx: Újra akcióban                | xXx: The Return of Xander Cage        | Xander Cage                               | Gesztesi Károly   | D. J. Caruso              |
| 2017 | Halálos iramban 8.                | The Fate of the Furious               | Dominic Toretto                           | Galambos Péter    | F. Gary Gray (2.)         |
| 2017 | A galaxis őrzői vol. 2.           | Guardians of the Galaxy Vol. 2        | Kicsi Groot (hangja)                      | Dézsy Szabó Gábor | James Gunn (2.)           |
| 2018 | Bosszúállók: Végtelen háború      | Avengers: Infinity War                | Groot (hangja)                            | Dézsy Szabó Gábor | Anthony és Joe Russo (1.) |
| 2018 | Ralph lezúzza a netet             | Ralph Breaks the Internet             | Kicsi Groot (hangja)                      | Dézsy Szabó Gábor | Phil Johnston             |
| 2018 | Ralph lezúzza a netet             | Ralph Breaks the Internet             | Kicsi Groot (hangja)                      | Dézsy Szabó Gábor | Rich Moore                |
| 2019 | Bosszúállók: Végjáték             | Avengers: Endgame                     | Groot (hangja)                            | Dézsy Szabó Gábor | Anthony és Joe Russo (2.) |
| 2020 | Bloodshot                         | Bloodshot                             | Ray Garrison / Bloodshot                  | Galambos Péter    | David S. F. Wilson        |
| 2021 | Halálos iramban 9.                | F9                                    | Dominic Toretto                           | Galambos Péter    | Justin Lin (5.)           |
| 2022 | Thor: Szerelem és mennydörgés     | Thor: Love and Thunder                | Groot (hangja)                            | Dézsy Szabó Gábor | Taika Waititi             |
| 2023 | A galaxis őrzői: 3. rész          | Guardians of the Galaxy Vol. 3        | Groot (hangja)                            | Dézsy Szabó Gábor | James Gunn (3.)           |
| 2023 | Halálos iramban 10.               | Fast X                                | Dominic Toretto                           | Galambos Péter    | Louis Leterrier           |

### Rövidfilm
| Év   | Cím                 | Szerep             | Megjegyzések                             |
| ---- | ------------------- | ------------------ | ---------------------------------------- |
| 1995 | Multi-Facial        | Mike               | filmrendező, forgatókönyvíró és producer |
| 2009 | Los Bandoleros      | Dominic Toretto    |                                          |
| 2013 | Riddick: Blindsided | Richard B. Riddick |                                          |

### Televízió
| Év   | Magyar cím                           | Cím                                         | Szerep                   | Magyar hang       | Megjegyzések    |
| ---- | ------------------------------------ | ------------------------------------------- | ------------------------ | ----------------- | --------------- |
| 2019 | Halálos iramban – Kémfutam           | Fast & Furious Spy Racers                   | Dominic Toretto (hangja) | Galambos Péter    | 4 epizód        |
| 2022 | Én vagyok Groot                      | I Am Groot                                  | Kicsi Groot (hangja)     | Dézsy Szabó Gábor | főszereplő      |
| 2022 | A galaxis őrzői – Ünnepi különkiadás | The Guardians of the Galaxy Holiday Special | Groot (hangja)           | Dézsy Szabó Gábor | különkiadás     |
| TBA  |                                      | Ark: The Animated Series                    | Santiago (hangja)        |                   | vezető producer |

### Videójátékok
| Év   | Cím                                                | Szerep             | Megjegyzések                               |
| ---- | -------------------------------------------------- | ------------------ | ------------------------------------------ |
| 2004 | The Chronicles of Riddick: Escape from Butcher Bay | Richard B. Riddick |                                            |
| 2009 | Wheelman                                           | Milo Burik         |                                            |
| 2009 | The Chronicles of Riddick: Assault on Dark Athena  | Richard B. Riddick |                                            |
| 2020 | Fast & Furious Crossroads                          | Dominic Toretto    | hang és motion capture                     |
| 2022 | Ark 2                                              | Santiago Da Costa  | - hang és motion capture - vezető producer |

## Díjak és jelölések
- 2005 – Arany Málna díj jelölés – a legrosszabb színész (Riddick – A sötétség krónikája)
- 2002 – MTV Movie Awards jelölés – a legjobb férfi főszereplő (Halálos iramban)
- 2002 – MTV Movie Awards-díj – a legjobb filmes csapat (Halálos iramban)